# Molí d'en Pinyot
El molí d'en Pinyot - fins a les acaballes del segle xix se'l coneixia com a molí Nou d'en Barata- és un molí al poble de Sant Feliu del Racó. Segurament l'edifici data del començament del segle xix. El 1895 era arrendat per Ramon Pinyot, del qual prengué el nom. Aleshores hi havia 76 telers de cotó i màquines de filar, moguts per l'aigua. Ha estat totalment reconstruït i hi ha el tint i els acabats de l'empresa SATINA.
Les diferents activitats fabrils que ha acollit aquest edifici han estat alimentades per energia l'hidràulica recollida per un llarg canal que corre paral·lel al riu Ripoll, anomenat séquia Monar.